# Javier Giralt Latorre
Javier Giralt Latorre (Barcelona, 1967) és un filòleg i professor titular de Filologia catalana del Departament de Lingüística i Literatura Hispàniques de la Universitat de Saragossa, on es va llicenciar i doctorar en Filosofia i Lletres (1997). És especialista en els camps de la dialectologia, la història de la llengua, la sociolingüística i l'onomàstica. La seva investigació se centra en el territori de la Franja de Ponent, especialment en la Llitera, però també en el Matarranya. El 2021 esdevingué el primer president de l'Acadèmia Aragonesa de la Llengua.
Va formar part del Consell Superior de les Llengües d'Aragó (2010-2013); des de 2016 és membre de la Comissió de Toponímia del Govern d'Aragó, i des de 2018 és vocal de la junta directiva de l'Associació Internacional de Llengua i Literatura Catalanes (AILLC).
Forma part del grup d'investigació Psylex (Lenguaje y cognición), que té com a objectiu general la generació de coneixement científic sobre el llenguatge i la cognició humans, així com la seva divulgació i transferència a la societat.

## Publicacions
- Llibre de testaments (1398-1429) d'en Pere Oriola, notari de Fondespatla. Edició i estudi lingüístic. Teruel: Instituto de Estudios Turolenses, 2019.
- ‘Sie manifesta cosa a tots hòmens' : El català del segle xiv en textos notarials del Matarranya (Terol) (Amb Maria Teresa Moret Oliver). Saragossa: Prensas de la Universidad de Zaragoza, 2018.
- Partidas, calles y apodos de Binéfar (Huesca): Estudio onomástico. Binéfar: Ayuntamiento de Binéfar, 2014
- La Llengua catalana en documentació notarial del segle xvi d'Albelda (Osca). Albelda: Ayuntamiento de Albelda, 2012.
- Lèxic de la Llitera. Lleida: Milenio, 2005. (Visions de Llitera; 1), 2005.
- Aspectos gramaticales de las hablas de la Litera, Huesca. Saragossa: Institución "Fernando el Católico", 1998.